# Шаямала Ґопалан
Шаямала Ґопалан (7 грудня 1938 — 11 лютого 2009) — американська біомедикиня з Британської Індії. Її дослідження, присвячені виділенню та характеристиці гена рецептора прогестерону стимулювали прогрес у біології та онкології молочної залози. 
Мати віцепрезидента США Камали Гарріс та Маї Гарріс, юриста й політичної оглядачки.

## Раннє життя та освіта
Шаямала народилася 7 грудня 1938 року в Мадрасі, провінція Мадрас, Британська Індія (зараз Ченнаї, Тамілнад, Індія) в сім'ї Раджами Ґопалан та державного службовця П. В. Ґопалана. Її батьки походили з двох сіл поблизу міста Маннарґуді в штаті Мадрас. За даними The Los Angeles Times, «Ґопалан був тамільським брахманом, частиною привілейованої еліти давньої індуїстської кастової ієрархії». Його шлюб з Раджамою був шлюбом за домовленістю. Однак за словами брата Шаямали, Балачандрана, їхні батьки були відкритими та прогресивно підходили до виховання дітей. Батько розпочав своє професійне життя як стенограф, просуваючись по службі, він переїжджав з сім'єю кожні кілька років. Сім'я жила в Ченнаї, Нью-Делі, Мумбаї та Колкаті. Шаямала мала співочий талант, займалася карнатичною музикою та в підлітковому віці виграла національний музичний конкурс.
Шаямала пішла до школи Мадраської асоціації, Мандір Марґ (нині входить до Делійської асоціації тамільських шкіл), для складання іспиту для отримання вищої середньої освіти (1955), а потім навчалася на бакалавраті в галузі житлової економіки в коледжі леді Ірвін, провідному жіночому коледжі в Індії. Її батько вважав, що предмети, котрі дають навички, що вважаються корисними в домашньому господарстві, не відповідали її здібностям; її мати очікувала, що діти здобуватимуть кар'єру в галузі медицини, інженерії чи юриспруденції. 1958 року, у віці 19 років, Шаямала подала заявку на магістерську програму з питань харчування та ендокринології в університет Каліфорнії (Берклі), і була прийнята. Її батьки використали частину своїх заощаджень, щоб оплатити її навчання та харчування протягом першого року. Не маючи вдома телефонної лінії, вони спілкувалися з нею після її прибуття до США за допомогою аерограм. 1964 року вона здобула ступінь доктора філософії з питань харчування та ендокринології в університеті Берклі. Темою дисертації Шаямали, керівником якої був Річард Л. Лайман, було Виділення та очищення інгібітора трипсину із цільнозернового борошна.

## Кар'єра
Шаямала Ґопалан проводила наукову роботу в лабораторії досліджень зоології та раку Каліфорнійського університету Берклі. Вона досліджувала рак молочної залози також в Університеті Іллінойсу в Урбана-Шампейн та Університеті Вісконсину. Впродовж 16 років Ґопалан працювала в Інституті медичних досліджень Леді Девіс та на медичному факультеті Університету Макгілла. 
Вона була рецензенткою в Національному інституті охорони здоров'я та членкинею групи Федерального консультативного комітету. Також Шаямала працювала в Спеціальній комісії президента з питань раку молочної залози. Була керівницею десятків студентів у своїй лабораторії. Протягом останнього десятиліття наукової діяльності вона працювала в Національній лабораторії ім. Лоуренса в Берклі.

### Дослідження
Дослідження Шаямали Ґопалан сприяли новому етапу вивчення гормонів, що стосуються раку молочної залози. Її робота з виділення та характеристики гена рецептора прогестерону у мишей вплинула на дослідження гормональної чутливості тканин молочної залози. 

## Особисте життя
Восени 1962 року на засіданні Афроамериканської асоціації — студентської групи в Берклі, члени якої запропонували створення свята Кванза та допомогли створити партію Чорних Пантер, Ґопалан зустріла аспіранта з економіки з Ямайки Дональда Дж. Гарріса, який був там доповідачем. За словами Гарріса, який нині є почесним професором економіки в Стенфордському університеті, «Ми говорили тоді, і продовжили говорити на наступному засіданні, і на іншому, і на іншому».  
1963 року вони одружилися, не дотримуючись традицій (знайомство обранця з батьками Шаямали до одруження чи проведення весільної церемонії в її рідному місті).  
1964 року Ґопалан народила дочку Камалу, а в 1967 — Маю. Наприкінці 1960-х пара вивезла дочок до вже незалежної Замбії, де працював батько Ґопалан. Після розлучення з чоловіком на початку 1970-х вона кілька разів возила дочок до Індії, щоб відвідати своїх батьків у Ченнаї, де вони вийшли на пенсію. Діти також відвідували родину свого батька на Ямайці. 
Ванда Каґан, одна зі старших шкільних подруг Камали в Монреалі, розповіла, що після того, як вона сказала Камалі, що її вітчим чіплявся до неї, Шаямала наполягла, щоб та переїхала до них і жила протягом навчання на останньому курсі середньої школи. Каґан казала, що Ґопалан допомогла їй отримати підтримку, необхідну їй для проживання незалежно від сім'ї.

## Смерть
Шаямала Ґопалан померла від раку товстої кишки в Окленді 11 лютого 2009 року. Замість квітів на похорон, вона попросила зробити пожертви до організації "Протидія раку молочної залози" (Breast Cancer Action). Пізніше, 2009 року, Камала Гарріс перевезла її прах до Ченнаї на південно-східному узбережжі півострова Індія і розвіяла його над берегами Індійського океану.

## Вибрані публікації
- Shyamala, G., Y.-C. Chou, S. G. Louie, R. C. Guzman, G. H. Smith, and S. Nandi. 2002. ”Cellular expression of estrogen and progesterone receptors in mammary glands: Regulation by hormones, development and aging” [Архівовано 8 листопада 2020 у Wayback Machine.],  Journal of Steroid Biochemistry and Molecular Biology, 80:137–48.
- Shyamala, G.; Yang, X.; Cardiff, R. D.; Dale, E. (2000). "Impact of progesterone receptor on cell-fate decisions during mammary gland development” [Архівовано 16 листопада 2020 у Wayback Machine.]. Proceedings of the National Academy of Sciences. 97 (7): 3044–49
- Shyamala, G. 1999. "Progesterone signaling and mammary gland morphogenesis” [Архівовано 10 листопада 2020 у Wayback Machine.]. Journal of Mammary Gland Biology and Neoplasia, 4:89–104.
- Shyamala, G., S. G. Louie, I. G. Camarillo, and F. Talamantes. 1999. The progesterone receptor and its isoforms in mammary development. Mol. Genet. Metab. 68:182–90.
- Shyamala, G.; Yang, X.; Silberstein, G.; Barcellos-Hoff, M. H.; Dale, E. (1998). "Transgenic mice carrying an imbalance in the native ratio of A to B forms of progesterone receptor exhibit developmental abnormalities in mammary glands [Архівовано 4 лютого 2021 у Wayback Machine.]”. Proceedings of the National Academy of Sciences. 95 (2): 696–701.
- Shyamala, G., W. Schneider, and D. Schott. 1990. Developmental regulation of murine mammary progesterone receptor gene expression. Endocrinology 126:2882–89.
- Shyamala, G; Gauthier, Y; Moore, S K; Catelli, M G; Ullrich, S J (August 1989). "Estrogenic regulation of murine uterine 90-kilodalton heat shock protein gene expression” [Архівовано 9 листопада 2021 у Wayback Machine.]. Molecular and Cellular Biology. 9 (8): pp. 3567–70. ISSN 0270-7306.